# Ceriale
Ceriale es una localidad y comune italiana de la provincia de Savona, región de Liguria, con 5.962 habitantes.

## Evolución demográfica
| Gráfica de evolución demográfica de Ceriale entre 1861 y 2001 |
|                                                               |
| Fuente ISTAT - elaboración gráfica de Wikipedia               |